# Ivan Trevejo
Iván Trevejo Pérez (L'Avana, 9 novembre 1971) è uno schermidore cubano naturalizzato francese, vincitore di una medaglia d'argento ed una di bronzo nella scherma ai giochi olimpici.

## Palmarès
In carriera ha conseguito i seguenti risultati:
- Giochi Olimpici:

Atlanta 1996: argento nella spada individuale.
Sydney 2000: bronzo nella spada a squadre.
- Mondiali di scherma

Città del Capo 1997: oro nella spada a squadre.
Seul 1999: bronzo nella spada a squadre.
Budapest 2013: bronzo nella spada a squadre.
- Giochi Panamericani:

Indianapolis 1987: oro nella spada a squadre.
Mar del Plata 1995: oro nella spada a squadre e bronzo individuale.
Winnipeg 1999: oro nella spada a squadre.